# Silifke
Silifke – miasto w Turcji w prowincji İçel. Położone nad Morzem Śródziemnym u stóp masywu Taurus. Według danych na rok 2000 miasto zamieszkiwało 64 827 osób.

## Historia

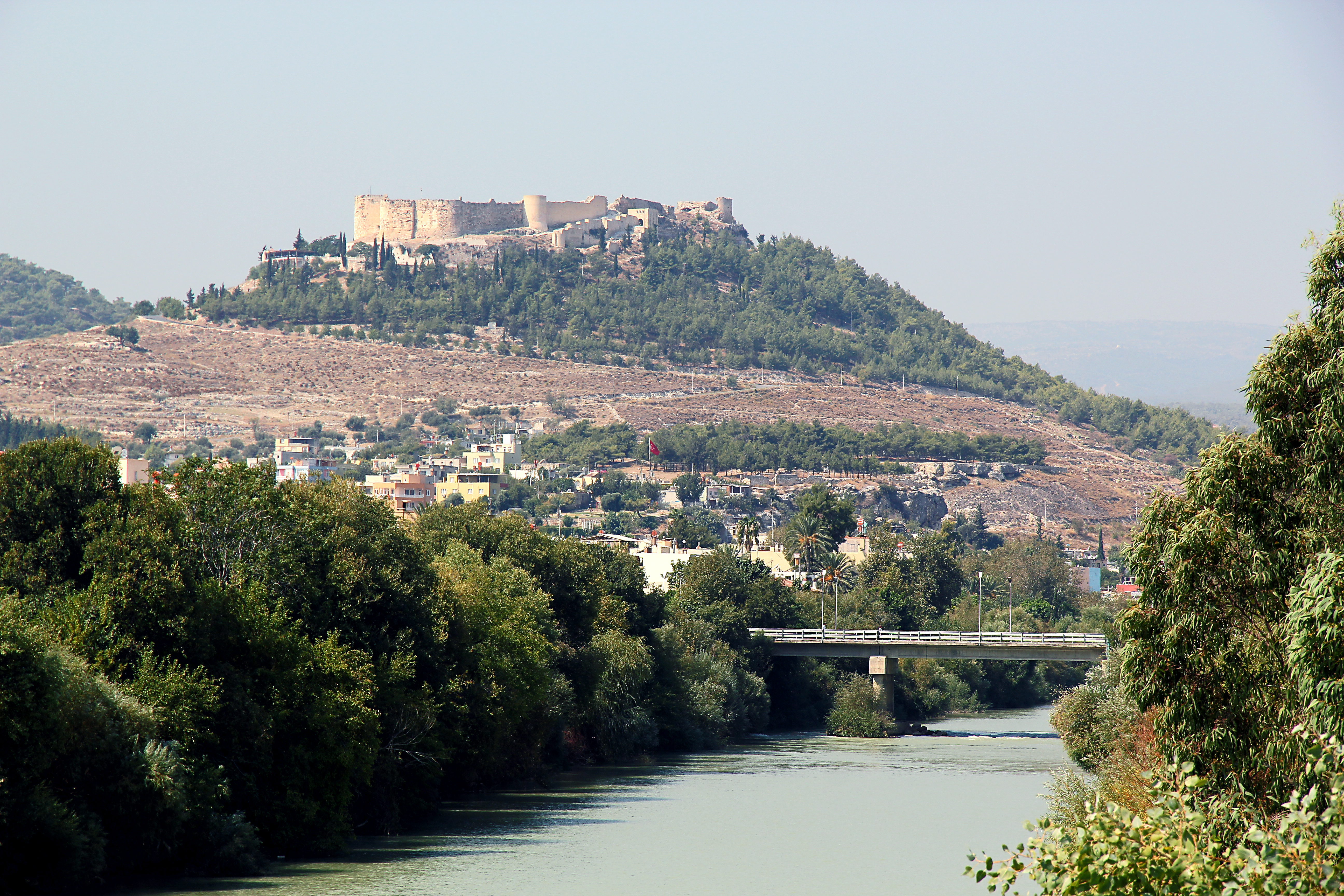
Cytadela Silifke i rzeka Göksu

W okresie antycznym, miasto nazywało się Seleukia (gr. Σελεύκεια). Zostało założone w III w. p.n.e.  przez Seleukosa I Nikatora. Poprzedzające miasto osiedla nazywały się Olba i Hyria, poza tym zostali tu przesiedleni przez  Strabona mieszkańcy Holmi. W czasach rzymskich Seleukia (lat. Seleucia ad Calycadnum) było stolicą  Izaurii
Pod nazwą Seleucia in Isauria istnieje do dzisiaj biskupstwo tytularne Kościoła rzymskokatolickiego.
W średniowieczu, miasto było stolicą królestwa tzw. małej Armenii.
W przepływającej przez miasto rzece Göksu (wówczas Saleph), utonął w czasie trzeciej wyprawy krzyżowej, cesarz Fryderyk I Barbarossa.

## Zabytki
Na miejscu antycznego akropolu, stoi bizantyńska Cytadela, z której rozciąga się widok na położone w dolinie rzeki Göksu miasto. Na drodze do cytadeli znajduje się 12-metrowej głębokości cysterna. W pobliżu (İnönü Caddesi) znajdują się ruiny rzymskiej świątyni poświęconej przypuszczalnie Zeusowi, Apollonowi, lub Afrodycie. Dwa kilometry na zachód od miasta znajduje się cel pielgrzymek – sanktuarium świętej Tekli (Ayathekla). 10 km na wschód leżą ruiny  Karakabakli, Paslı oraz grobowiec Mezgit Kalesi.